# M@sumi
M@sumi es una compositora y una artista de origen japonés. Su primer trabajo en Bemani fue en pop'n music 15 ADVENTURE.  Luego de una total ausencia de cinco años, ella apareció de nuevo en las series de pop'n music, y de ahí se volvió una artista común desde ese entonces.
M@sumi es también la compositora del grupo plastic penguin junto con la vocalista Rino Madoka. M@sumi ha interpretado también como pianista invitada para algunas bandas como CREA. Ella también contribuyó con material para el grupo de Tatsuya Shimizu TatshMusicCircle.
Su estilo de música es muy único combinando jazz con conceptos musicales modernos y contemporáneos.

## Música principal
La siguiente lista muestra las canciones que fueron creadas por el mismo autor y también con los artistas que trabajó para su elaboración:
- pop'n music 15 ADVENTURE
  - ∞space

- pop'n music 20 fantasia
  - 変幻自在

- pop'n music Sunny Park
  - リメンバーリメンバー
  - Les Vague
  - 生命の環を紡いで

- pop'n music ラピストリア
  - Who done it?!
  - 蒼い弓箭
  - 時空学者とブルーメン

- pop'n music éclale
  - ジオメトリック∮ティーパーティー

- ノスタルジア
  - 形無き旋律